# Yellow Dog Linux
Yellow Dog Linux(em inglês), Cachorro Amarelo, também YDL, é um software-livre, sistema operacional de código aberto para computadores baseados nos processadores PowerPC.  Desenvolvido pela Terra Soft Solutions, Yellow Dog Linux foi lançado primeiramente em 1999 para os computadores Macintosh da Apple Inc.. A versão mais recente, 6.1, foi lançada dia 19 de novembro de 2008 apenas para membros e um mês depois para todo mundo.

## Lançamentos
A seguinte tabéla é um histórico resumido para as versões de lançamento do Yellow Dog Linux:
Source: DistroWatch
| Versão | Nome    | Data oficial      | Versão do Linux | Notas                                   |
| ------ | ------- | ----------------- | --------------- | --------------------------------------- |
| 1.1    | ?       | 8 March 1999      | 2.2.15          |                                         |
| 1.2    | ?       | 4 March 2000      | 2.2.19          |                                         |
| 2.0    | Pomona  | 17 May 2001       | 2.4.10          |                                         |
| 2.1    | Fuji    | 17 October 2001   | 2.4.18          |                                         |
| 2.2    | Rome    | 22 March 2002     | 2.4.19          |                                         |
| 2.3    | Dayton  | 23 June 2002      | 2.4.20          |                                         |
| 3.0    | Sirius  | 19 March 2003     | 2.4.22          |                                         |
| 3.0.1  | "       | 17 September 2003 | 2.4.22          | Corrige problema com RPMs na versão 3.0 |
| 4.0    | Orion   | 29 September 2004 | 2.6.15-rc5      |                                         |
| 4.1    | Sagitta | 2 February 2006   | "               |                                         |
| 5.0    | Phoenix | 27 November 2006  | ?               | Suporta PlayStation 3 (Cell)            |
| 5.0.1  | "       | 27 March 2007     | ?               |                                         |
| 5.0.2  | "       | 14 June 2007      | 2.6.22-rc4      | Suporta pSeries                         |
| 6.0    | Pyxis   | 5 February 2008   | 2.6.23          |                                         |
| 6.1    | ???     | 19 November 2008  | 2.6.27          |                                         |